# Johanna Wolf
Johanna Wolf, znana także pod pseudonimem Wolferl – „Wilczysia” – od swego nazwiska znaczącego „Wilk” (ur. 1 czerwca 1900 w Monachium, zm. 5 czerwca 1985 w Monachium) – najstarsza z sekretarek Adolfa Hitlera.

## Życiorys
Po ukończeniu szkół w 1922 pracowała dla związanych z frakcją Bloku Ludowego (niem. Völkischer Block in Bayern (VBI) (1924/25)) dr. Alexandra Glasera i Gregora Strassera, a także Dietricha Eckarta ideologa narodowego socjalizmu, późniejszych członków NSDAP.
Od 1929 była zatrudniona u Rudolfa Hessa (wówczas jeszcze prywatnego sekretarza Adolfa Hitlera) oraz adiutanta Hitlera Wilhelma Brüknera. Od 1 listopada 1929 była członkinią NSDAP.
W Osobistej Adiutanturze Führera pracowała od 1933. Przez następnych 12 lat z przerwami na urlopy i częste kuracje (ze względu na słaby stan zdrowia, gdyż źle znosiła np. pobyty na Obersalzbergu) towarzyszyła Hitlerowi w jego kolejnych kwaterach głównych (niem. Führerhauptquartier – FHQ).
W nocy z 21 na 22 kwietnia 1945, razem z inną z sekretarek Christą Schroeder, została odprawiona z bunkra Hitlera i odleciała z okrążonego Berlina do Berchtesgaden w Bawarii, a następnie do domu matki w Bad Tölz. Tam została pojmana, internowana 23 maja 1945 przez agentów kontrwywiadu CIC 7. Armii USA i uwięziona w obozie w Augsburgu.
Po zwolnieniu z internowania w styczniu 1948 mieszkała w zapomnieniu najpierw w Kaufbeuren, a potem w Monachium, gdzie zmarła w samotności w 1985. Konsekwentnie odmawiała zarówno wywiadów, jak i publikacji wspomnień, twierdząc, że była tylko „prywatną” sekretarką Hitlera.